# Jean Malléjac
Jean Malléjac, né le 19 juillet 1929 à Dirinon et mort le 24 septembre 2000 à Landerneau, est un coureur cycliste français.

## Biographie
Jean Malléjac devient professionnel en 1950 et le reste jusqu'en 1958.
Jusqu'alors peu connu, il obtient son principal titre de gloire avec la deuxième place dans le Tour de France 1953, derrière Louison Bobet. Lors de cette même édition, il remporte une étape et porte le maillot jaune durant cinq jours.
Pendant le Tour de France 1955, durant l'ascension du Mont Ventoux, il est victime d'un malaise dû à un abus d'amphétamines. Cet incident entraîne l'exclusion de son soigneur, qui est également celui du Luxembourgeois Charly Gaul. Il s'agit du premier cas d'exclusion pour dopage sur le Tour de France.

## Palmarès
- 1949
  - 2e du Critérium de Bretagne
- 1951
  - 6e de Paris-Nice
- 1953
  - 5e étape du Tour de France
  - 2e du Tour de France
- 1954
  - 5e du Tour de France
- 1955
  - 10e du Tour de Romandie

## Résultats sur les grands tours

### Tour de France
6 participations
- 1952 : 33e
- 1953 : 2e, vainqueur de la 5e étape,  maillot jaune pendant 5 jours
- 1954 : 5e
- 1955 : abandon (11e étape)
- 1956 : 34e
- 1958 : abandon (15e étape)

### Tour d'Italie
1 participation
- 1958 : 48e

### Tour d'Espagne
1 participation
- 1957 : 19e